# Mőcsény, Tolna
Mőcsény  este un sat în districtul Bonyhád, județul Tolna, Ungaria, având o populație de 349 de locuitori (2011). 

## Demografie
Componența etnică a satului Mőcsény
     Maghiari (96,44%)
     Necunoscut (2,59%)
     Germani (0,97%)
     Alții (2,59%)
Componența confesională a satului Mőcsény
     Romano-catolici (65,33%)
     Fără religie (6,88%)
     Reformați (3,72%)
     Atei (2,87%)
     Luterani (1,72%)
     Necunoscută (19,48%)
     Alte religii (0,86%)
Conform recensământului din 2011, satul Mőcsény avea 349 de locuitori. Din punct de vedere etnic, majoritatea locuitorilor (96,44%) erau maghiari. Apartenența etnică nu este cunoscută în cazul a 2,59% din locuitori.  Din punct de vedere confesional, majoritatea locuitorilor (65,33%) erau romano-catolici, existând și minorități de persoane fără religie (6,88%), reformați (3,72%), atei (2,87%) și luterani (1,72%). Pentru 19,48% din locuitori nu este cunoscută apartenența confesională.